# Лівіналлонго-дель-Коль-ді-Лана
Лівіналлонго-дель-Коль-ді-Лана, Лівіналлонґо-дель-Коль-ді-Лана (італ. Livinallongo del Col di Lana, вен. Livinalongo del Col de Lana) — муніципалітет в Італії, у регіоні Венето, провінція Беллуно.
Лівіналлонго-дель-Коль-ді-Лана розташоване на відстані близько 520 км на північ від Рима, 120 км на північ від Венеції, 45 км на північний захід від Беллуно.
Населення — 1339 осіб (2014).

## Демографія
Населення за роками:

Станом на 1 січня 2023 року в муніципалітеті офіційно проживали 33 іноземці з 10 країн, серед них 20 громадян країн Євросоюзу та 5 громадян України.

## Сусідні муніципалітети
- Бадія
- Канацеї
- Колле-Санта-Лучія
- Кортіна-д'Ампеццо
- Корвара-ін-Бадія
- Рокка-П'єторе